# Hypochthonius ventricosus
Hypochthonius ventricosus är en kvalsterart som först beskrevs av Giovanni Canestrini 1898.  Hypochthonius ventricosus ingår i släktet Hypochthonius och familjen Hypochthoniidae. Inga underarter finns listade i Catalogue of Life.